# Serra Mesa (San Diego)

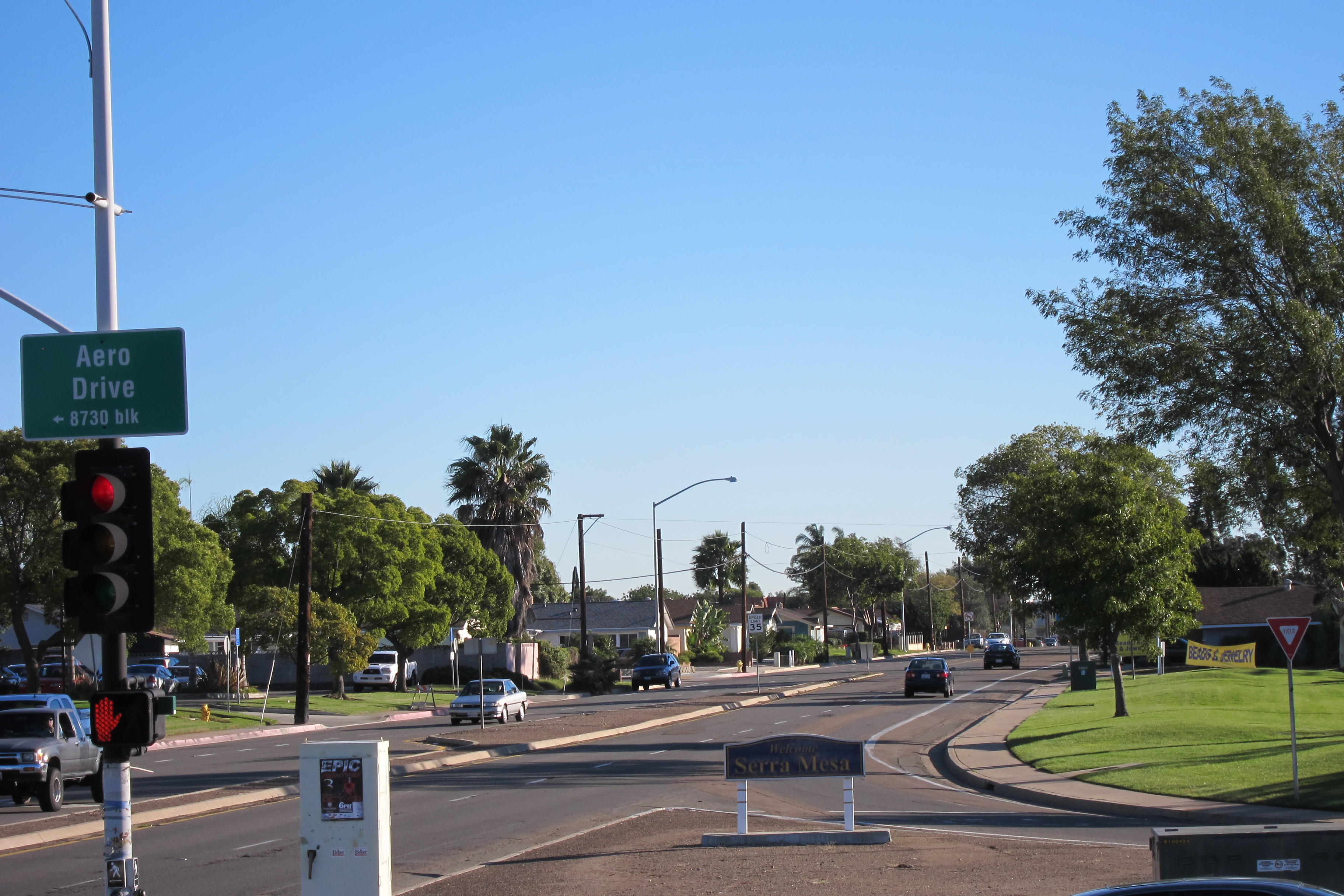
Entrada a Serra Mesa.

Serra Mesa es una comunidad de los Estados Unidos. Está situada en San Diego, en la Interestatal 805 y la Interestatal 15, y al norte de Friars Road y al sur de Aero Drive. El nombre de «Serra Mesa» proviene del Padre Junípero Serra, un fraile franciscano español, oriundo de Mallorca, que fundó la Misión San Diego de Alcalá.
La comunidad cuenta con un pequeño parque convenientemente ubicado en la zona más importante del área. Hay una espaciosa, bola de hierba sobre el terreno, dos zonas de recreación para los niños pequeños, al aire libre y una cancha de baloncesto. En el parque, también cuenta con el Centro Recreativo Serra Mesa con un interior espacioso con canchas de baloncestos. Además, el centro ofrece actividades recreativas temporales para los niños.
Las escuelas en Serra Mesa incluye a Harry M. Wegeforth Elementary School y William Howard Taft Middle School. Los estudiantes de Serra Mesa usualmente atienden la preparatoria Stephen Watts Kearny High School.
Serra Mesa es a menudo confundida como parte de las comunidades de San Diego de Kearny Mesa o Tierrasanta.